# Onyekachi Nwoha
Onyekachi Paul Nwoha (ur. 28 lutego 1983 w Abie) – nigeryjski piłkarz grający na pozycji napastnika lub pomocnika.

## Kariera piłkarska

### Kariera klubowa
Wychowanek klubu Speeders FC, w barwach którego rozpoczął w 2000 karierę piłkarską. Potem występował w nigeryjskich klubach Enyimba FC i Enugu Rangers. W 2003 wyjechał za granicę, gdzie bronił barw tunezyjskiego Étoile Sportive du Sahel, saudyjskiego Al-Khaleej Club i klubu z ZEA Al-Ain FC. 24 listopada 2006 jako wolny agent podpisał kontrakt z ukraińskim Metalistem Charków. Na początku 2008 został wypożyczony do Zorii Ługańsk. Latem 2008 powrócił do ZEA, a potem podpisał do 30 czerwca 2010 kontrakt z Al-Fujairah Club.

### Kariera reprezentacyjna
W 2003 zaliczył jeden występ w młodzieżowej reprezentacji Nigerii strzelając gola.

## Sukcesy i odznaczenia

### Sukcesy klubowe
- mistrz Nigerii: 2003
- brązowy medalista Mistrzostw Ukrainy: 2007, 2008
- finalista Afrykańskiej Ligi Mistrzów: 2004
- finalista Azjatyckiej Ligi Mistrzów: 2005
- zdobywca Pucharu Federacji: 2005, 2006
- zdobywca Pucharu Emira: 2006